# Bolivar (Virginia Occidentale)
Bolivar è un comune degli Stati Uniti d'America, situato nello Stato della Virginia Occidentale, nella contea di Jefferson.